# Orani (Bataan)
Orani is een gemeente in de Filipijnse provincie Bataan op het eiland Luzon. Bij de laatste census in 2007 had de gemeente bijna 60 duizend inwoners.

## Geografie

### Bestuurlijke indeling
Orani is onderverdeeld in de volgende 29 barangays:
| - Apollo - Bagong Paraiso - Balut - Bayan - Calero - Centro I - Centro II - Dona - Kabalutan - Kaparangan - Maria Fe - Masantol - Mulawin - Pag-asa - Paking-Carbonero | - Palihan - Pantalan Bago - Pantalan Luma - Parang Parang - Puksuan - Sibul - Silahis - Tagumpay - Tala - Talimundoc - Tapulao - Tenejero - Tugatog - Wawa |

## Demografie
Orani had bij de census van 2007 een inwoneraantal van 59.530 mensen. Dit zijn 7.029 mensen (13,4%) meer dan bij de vorige census van 2000. De gemiddelde jaarlijkse groei komt daarmee uit op 1,75%, hetgeen lager is dan het landelijk jaarlijks gemiddelde over deze periode (2,04%). Vergeleken met de census van 1995 is het aantal mensen met 10.835 (22,3%) toegenomen.

De bevolkingsdichtheid van Orani was ten tijde van de laatste census, met 59.530 inwoners op 64,9 km², 750,3 mensen per km².

## Geboren in Orani
- Lazaro Francisco (22 februari 1898), auteur (overleden 1980);
- Antonino Roman (31 mei 1939), politicus (overleden 2014).